# San José de Raranga
San José de Raranga ist eine Ortschaft und eine Parroquia rural („ländliches Kirchspiel“) im Kanton Sígsig der ecuadorianischen Provinz Azuay. Die Parroquia besitzt eine Fläche von 51,92 km². Die Einwohnerzahl lag im Jahr 2010 bei 2351.

## Lage
Die Parroquia San José de Raranga liegt in einer hügeligen Beckenlandschaft der Anden westlich der Cordillera Real. Das Gebiet wird vom Río Pamar, ein linker Nebenfluss des Río Santa Bárbara, in nördlicher Richtung durchflossen. Der 2920 m hoch gelegene Ort San José de Raranga befindet sich 21 km westsüdwestlich des Kantonshauptortes Sígsig sowie 26 km südlich der Provinzhauptstadt Cuenca. Eine etwa 20 km lange Nebenstraße verbindet San José de Raranga mit dem Ort Cumbe, der an der Fernstraße E35 (Cuenca–Loja) liegt.
Die Parroquia San José de Raranga grenzt im Nordosten an die Parroquia Ludo, im Süden an die Parroquia Jima, im äußersten Westen an die Parroquia Cumbe (Kanton Cuenca) sowie im Nordwesten an die Parroquia Quingeo (ebenfalls im Kanton Cuenca).

## Geschichte
Der Caserío San José de Raranga wurde am 19. August 1950 zu einer Parroquia erhoben. 